# 水属性の魔法使い
『水属性の魔法使い』（みずぞくせいのまほうつかい）は、久宝忠による日本のライトノベル。イラストはノキト、めばる、天野英が担当している。『小説家になろう』にて2020年4月より連載され、書籍版がTOブックスにて2021年3月より刊行されている。2025年6月時点で電子版を含めたシリーズの累計部数は70万部を突破している。
メディアミックスとして、墨天業が漫画を担当するコミカライズ版が『comicコロナ』（TOブックス）にて2021年9月20日から連載となり、新たに『コロナEX』（同社）を開設されてからは最新話はそちらで掲載されている。大嶌カヲルによる西方諸国編を描いたコミカライズ『水属性の魔法使い第2部@COMIC』が『コロナEX』にて2025年7月7日から、栖ゆちによる漫画オリジナルストーリーを描いた外伝『水属性の魔法使い@COMIC外伝〜ペネロペイアの涙〜』が同サイトにて2025年7月14日から連載中。また、2025年7月よりテレビアニメが放送中。

## 概要
いわゆる「異世界転生もの」で、主人公が現代日本人としての人格と知識を保持したまま、全く異なる異世界へ転生して活躍する物語。
元は小説投稿サイト「小説家になろう」にて公開され、書籍化された内容は多少異なる。
タイトルは主人公の魔法適性から。転生前に属性を告げられた際には「火とか土とかに変更は……」と希望したが「できない」と言われ、さらに「後天的に手に入れることはできません」とも告げられる。
また生前の多忙さから「人の来ない場所で、スローライフ」を望んだが、これは慣れない経営者として心労に地元商工会議所の青年部での活動が重なっていた直近の激務から「仕事や人間関係から解放された場所で、しばらく自由に生きたい（休みたい）」という意味。思う存分一人の生活（スローライフ？）を満喫した後は、基本的に人間社会（中央諸国→西方諸国→東方諸国→暗黒大陸）での物語が展開する。
序盤で人間相手ではほぼ無双状態となり、敵役として主に人外の強敵（クラーケン・悪魔・魔人・幻人など）が登場する。特に最強の悪魔に付け狙われているが、主人公には戦闘狂の一面があり、激戦中には薄く笑みを浮かべている。
ギャク要素も強く、主人公の「ファンタジーの王道」への拘りから、作中での「王道展開」（盗賊の襲撃や学園編など）に強い憧れを抱き、時には自分から「王道展開」（ギルドで新人が先輩から絡まれる）を招き寄せようとするほど。その言動で、この世界の住人から奇異の目に見られる場面が随所に散りばめられている。

## あらすじ

### プロローグ
涼は大学二年の時に両親を喪い、休学して父の遺した小企業に入社する。そして二十歳の誕生日前日、疲労困憊で帰宅中トラックに轢かれて死亡する。
死後、天使を名乗る存在から「剣と魔法の世界（ファイ）」への転生がオファーされ、生前の激務の反動から転生場所に「人の来ない場所で、スローライフ」を希望して転生する。
涼に必要な情報を教えて送り出す天使だったが、伝え忘れたことが2点あった。魔力量は「結構ある方」、そして滅多にない隠し属性「不老」。

### 第一部 中央諸国編
第一章 スローライフ（？）
ロンドの森に転生した涼。ミカエル（仮名）の結界に守られた簡素な家から、スローライフが始まる。
魔法の修練と体力作りに重点を置いたスローライフな日々を過ごし、徐々に活動範囲を広げていく。しかし海に到達した涼は、生粋の水属性魔法使いである海洋生物に惨敗、地上でもアサシンホークの奇襲を受ける。
周囲の生物との生存競争の中で前世知識を応用しつつ水属性魔法の考察や習熟を進め、また無頭の騎士に剣を鍛えられた涼は、遂に宿敵アサシンホークを打ち倒す。そして出会ったドラゴンから、ここがロンド亜大陸という三方を海に囲まれ北に大山脈がある広大な無人の地で、剣の師匠が水の精霊王だと知らされる。
それから20年。ある日海岸に遭難した人間が漂着、スローライフに終わりが訪れる。
第二章 二人旅
涼は救助した青年アベルを故郷に送り届けるために、一緒に旅に出る。
ロンドの森から一路北上、様々な魔獣などに遭遇しつつ、遂に険しい大山脈を超えて目的地ナイトレイ王国に到達する。その過程でB級冒険者の剣士アベルは、涼の魔法が途方もなく強力で、剣士としても自分を凌駕する腕前だと気づく。
第三章 ルンの街
アベルの拠点であったルンの街で冒険者となり、同じ新人冒険者ニルス、エト、アモンと知り合い、図書館で錬金術を調べながら充実した生活を送り始める涼。
そんな平和な日々の中、突如として悪魔レオノールと邂逅、苛烈な戦闘は時間切れとなり、涼は辛くも生還を果たす。またダンジョンで発生した「大海嘯」もアベル達により無事鎮圧され、調査のため王国中央大学・魔法大学・宮廷魔法団による大規模な学術調査団がルンに到着する。
第四章 学術調査団
ダンジョンの封鎖を強引に解除させた中央大学調査隊が真っ先にダンジョンに入り、アベルも旧知のアーサー卿の依頼で宮廷魔法団の調査隊護衛としてダンジョンに入る。そのころ涼はB級冒険者でエルフの風のセーラと出会い、一緒に図書館で過ごすようになる。
ダンジョンでは11層で発見された『門』が起動してしまい、内部に居た中央大学と宮廷魔法団の調査隊が40階層に強制転移する。そこで調査隊はデビルやその上位種の襲撃を受けて多大な犠牲者が出たものの、急を聞いて駆けつけた涼により救出される。
こうして再び平和な時が戻り、涼とセーラは模擬戦をする仲に発展する。
第五章 開港祭
涼は冒険者仲間の誘いで護衛依頼を受け、港町ウィットナッシュを訪れる。
ウィットナッシュでは年に一度の開港祭が開催されており、涼たちも休暇を満喫する。そして開港祭最終日、海岸にいた涼の仲間たちの目前に、吹き飛ばれた女性フィオナが落ちてくる。この時、すぐ傍にある領主館で開かれていた園遊会が、賊の襲撃を受けていたのだった。行き違いから激突する涼と爆炎の魔法使いの戦いは、アベルの仲裁で収まる。
第六章 ニルスの不思議な村
涼は冒険者仲間のニルスから、故郷の村からの依頼に同行を頼まれる。
最初は村により近いカイラディーの街に出された依頼だが、なぜか村人の協力が得られずにルンに依頼が回ってきていた。涼たちは村の秘事を守りながら魔物を倒し、依頼の達成を目指す。
間章 帝国パート
デブヒ帝国帝都近郊。ウィットナッシュから戻った爆炎の魔法使いオスカーは、悔しさをバネに自己修練に励んでいた。
そんな中、西方諸国から勇者パーティが訪れる。勇者パーティを単身で打ち破ったオスカーに、勇者ローマンは自身が完敗した「人間ではない魔法使い」レオノールとの邂逅を語り、オスカーは「ナイトレイ王国にいる水属性の魔法使い」の存在を教える。
第七章 インベリー公国
家を買い魔法の練習や錬金術研究に明け暮れていた涼は、隣国インベリー公国への隊商護衛を引き受ける。
出発直後から様々な妨害に会いながらも、それらを排除して公都アバディーンへと到着する。そこで自分が無一文と気付いた涼は、ジュー王国の王子ウィリーの護衛依頼を受けて王国への帰還を図る。
この帰路でも暗殺者の襲撃を受けた涼は暗殺者教団の本拠に乗り込み、創設者にして首領ハサン・サッバーフと激突する。その最中に共に転生者であり元日本人あることが判明して両者は和解するが、その間隙を突いた教団の反首領派の攻撃によりハサンは死亡する。
第八章 王都騒乱
密かに兄と会ったアベルは国王が危険な状態にあることを知り、王都で状況を探り始める。
一方、護衛依頼で王都に向かう涼は、途中で財務卿フーカの弟ルーカを保護、襲ってきた王弟フリットウィック公爵家の者たちを捕らえる。そして王都に到着してセーラと合流、姦計によるアベルと勇者ローマンの戦いを仲裁し、アベルから天才錬金術師ケネス・ヘイワードを紹介される。
そのころ王都中央神殿の地下墳墓にて、何者かによってアンデッドが大量発生する。神殿地下に溢れ出たアンデットは神殿戦士団が押し止め、駆けつけたアベルとローマンが押し返す。しかし別の出口では騎士団が壊滅、大量のアンデットが王都に解き放たれる。アンデッドの群がる建物にて防戦に努めていたセーラの窮地を涼が救い、「王都騒乱」は終息する。
間章 ルンへの帰り道
王都騒乱の三週間後、涼とアベルは久しぶりに二人だけでルンまでの旅を一緒にする。
その道中で運悪くレオノールと邂逅、涼は片腕を代償にレオノールの首を刎ね飛ばして勝利を得る。首を持って平然と帰っていくレオノールを尻目に、必死の思いで切り離された片腕の再結合を試みる涼。それは辛くも成功する。
第九章 コナ村
ルンで平穏な日常を送る涼。偶々訪れた冒険者ギルドで冒険者仲間たちと遭遇、コーヒーの産地コナ村での害虫調査に同行する。
調査の結果、害虫は魔人虫であり、かつて封印された魔人の復活が近いと判明する。しかし応援に駆け付けたヒュー・マクグラスと勇者一行の前に現れたのは、伯爵級のヴァンパイアであった。ヴァンパイアを倒してたどり着いた洞窟で魔人が復活、そのまま西に飛び去って行った。その魔人の気配に、涼はかつてロンドの森で探知した気配の記憶が蘇る。
第十章 インベリー公国再び
インベリー公国とハンダルー諸国連合の間では、国家存亡をかけた諜報活動が行われていた。六万の侵攻軍を準備する連合に対して、公国軍は一万。対応を模索する公国に、ついに連合が宣戦を布告する。
ルンでその報を聞いた涼は公国にいる弟子の安否を気遣い、ギルドで募集された傭兵に参加する。その間にも連合の侵攻は進み、公都アバディーンが陥落。公国軍は撤退しつつ焦土作戦に移行したが、連合はそれに乗らなかった。
やむなく集結した公国残存兵力と連合の戦いの間隙を突いて突入する涼たちの前に、人工ゴーレムが立ちはだかる。戦いは二転三転し、ヒューと涼は連合の首魁オーブリー卿を取り逃がす。逆転の可能性を喪った公王に王国への亡命を勧めるヒューであったが、帝国の介入により公王は帝国へ亡命する。こうしてインベリー公国は滅亡する。
そして王国に戻ってきた涼を待っていたのは、レオノールであった。
第十一章 トワイライトランド
A級冒険者パーティ「五竜」が消息を絶ち、代わりに剣士アベルと魔法使い涼がトワイライトランドに行く使節団に加わることになった。途中で暗殺者の襲撃を撃退し、首都テーベに到着する。
しかし、突如クーデターが発生して王国使節団と公王は捕縛される。一方アルバ公爵から歓待を受けていた涼に、魔法無効化の罠が襲う。この騒乱は同郷の存在に気付いた真祖の介入により終息、涼は二人目の同郷人（転生者かつ元日本人）と会遇する。
最終章 ナイトレイ王国解放戦
帝国による王国侵攻が開始される。
北部デスボロー平原での会戦は北部諸侯の裏切りで王国が敗北、続いて内務卿の内通により王都クリスタルパレスが陥落する。
この報を聞いたセーラは、次はエルフの住む「西の森」が攻められると予見し、単身救援に向かう。それを見送った涼は、王となる決意をしたアベル（第二王子）と共に帝国軍に立ち向かう。
西の森に侵攻した帝国軍はセーラにより壊滅。帝国占領下の王都では王弟レイモンドが即位を宣言、対抗してアベルも即位を宣言。その混乱の中で連合が王国領に進駐、爆炎の魔法使いも王国東部を占領、王都では冒険者と騎士団残党による簒奪者への抵抗が続いていた。
アベルと涼は帝国の刺客となったA級冒険者パーティー「五竜」を返り討ちにし、王国南部と西部の諸侯を纏めて王都に進軍を開始する。そして二人の新王が対決したゴールド・ヒル会戦は、涼の活躍もありアベル王に軍配が上がる。
王都を奪還したアベルは、さらに東部を占領する帝国軍とビシー平野で対戦する。王国軍快勝かと思われた瞬間、爆炎の魔法使いが現れて涼と対決、その決着が付くと思われた瞬間、帝国皇帝ルパート六世が五万の軍勢と共に現れる。アベルとルパート六世との駆け引きの結果、帝国は王国領から全軍を引き上げる。
再建なった王国で涼は貴族となる。筆頭公爵にしてロンドの森を封土とするロンド公爵リョウ・ミハラ、それが新たな地位であった。

### 第二部 西方諸国編
第一章 序
公爵となって三年、ロンドの森で晴耕雨読のスローライフを満喫する涼に緊急連絡が入り、半年ぶりの王都で再会したアベルは死の床に伏していた。治癒魔法で治せない「不治の病」を癌と察知した涼は、魔法による摘出手術に成功する。
その直後、帝国より西方諸国への使節団派遣が提案され、西方諸国の「ゴーレム兵団」に興味津々の涼も参加する。こうして各国の代表者・参加者が徐々に決定し、集合地点のギルスバッハの街に集まる。しかし涼は偶然出会ったレオノールから、「西方がごちゃごちゃいしている」という情報と共に「生贄に気を付けろ」「向こうにも悪魔がいる」と警告を受ける。
第二章 西方諸国へ
出発した使節団は回廊諸国で事件や騒動に遭遇し、いくつかの国が滅び、さらに西を目指す。（詳細は「回廊諸国」を参照）
そして西方諸国の東端キューシー公国に到着した使節団の眼前で、無人となった国境の町に赤い光の滝が降り注いでいた。異変を回避して公都ディーアールに到着した使節団は歓迎を受け、涼も念願のゴーレム兵に目にして歓喜する。出発時に暴走したゴーレム兵の襲撃を受けるも無事撃退、お詫びとして（涼が分解した）ゴーレム兵一体を譲り受けることに成功する。一方、団長のヒューは密かにグラハム大司教からの接触を受け、勇者ローマンが行方不明だと知らされる。
使節団はついに西方諸国の中心、ファンデビー法国の聖都マーローマーに到着する。
そこでアベルの甥ハロルドにかけられた「破裂の霊呪」を解呪する「魔王の血」が何者かの襲撃で失われたことを知り、涼は冒険者仲間（十号室、十一号室）と共に使節団から分かれて魔王探索へと旅立つ。
一方、王国のアベルは帝国の侵略で絶えていたシュールズベリー公爵の跡継ぎアーウィン・オルティス（成人後に公爵家を継承予定）と謁見、公爵領のある東部ウイングストンに戻ることを許可した。
第三章 魔王探索
ラシャー東王国で涼たちはグラハム大司教と会い、その助言で魔王軍幹部を求めて北の魔王山地を訪れる。そこで出会ったケンタウロス族から、魔王の居場所を知っているのは参謀マーリンで聖都マーローマーの西のダンジョン奥にいると教えられる。
聖都に取って返してダンジョン攻略に挑む涼たち。そして出会ったマーリンは金色の目を持つ「魔人」であった。しかしマーリンは、魔王の血が喪われたと聞くと”また、後日来るがよい”と言って去ってしまった。やむなくダンジョン攻略を続け、再会したのは八十層を攻略した時だった。
一週間後、案内されて向かった先には勇者ローマンがおり、当代の魔王ナディア（人間の少女）と一緒に暮らしていた。ナディアはその場でハロルドの解呪を行い、居場所を教会に察知されていた二人は中央諸国に亡命を決める（ルン郊外にある涼の隣家）。
マーリンと仲良くなった涼は、王国の東にリチャード王が封じた魔人は「ガーウィン」で「極めて破壊衝動が強い」と教えられる。
第四章 マファルダ共和国
ヒューから「おつかい」を頼まれた涼は、単身マファルダ共和国に向かう。この国は政教分離を掲げて、西方諸国で唯一教会と対立する国であった。王国の身分証（ロンド公爵）を使って入国する涼だが、教会との緊張状態にあった共和国の疑念を招き監視が付く。
国家間の謀略戦に巻き込まれた涼は自分の死を望むのが教会側と察して、共和国の監視員を守り反撃に出る。そして刺客が教皇直属の暗殺部隊と知る。
共和国の隣国シュターヘン連合王国軍が進軍を開始、時を同じくして西方諸国最強を謳われる法国ゴーレム兵団の進軍開始の報が届く。対して共和国のゴーレムは、原因不明の起動不可状態にあった。初戦で惨敗した共和国はゴーレム起動を錬金術師ニール・アンダーセンに依頼。戦争勃発で出国できなかった涼も刺客を捕縛し、ゴーレム起動に協力する。両者の協力でゴーレム起動が可能となり、さらに強化改修された共和国のゴーレムは法国のゴーレムに圧勝する。そして連合王国を撃退し、共和国は滅亡を免れる。
戦争終結後、暗黒大陸に行こうとしたニール・アンダーセンはサカリアス枢機卿の脅迫に屈して聖都に向かい、そうと知らない涼も使節団が待つ聖都に帰還する。
一方、聖都では十号室と十一号室が、回廊諸国のボードレンで出会った存在に捕まっていた。「堕天」普及について何の行動もしていないことに焦れたその存在は、「どうすれば行動する？」「この中の誰かが死ねば動くか？」とジークに襲い掛かる。そこにマーリンが助けに入り、窮地を脱する。
第五章 教皇庁
枢機卿となったグラハムの就任祝いに訪れた涼は、教皇庁内でニールアンダーセンを見かける。
その日以降、涼は連絡係として毎日グラハムを訪れ、教皇庁内で存在が認識されていった。枢機卿となったグラハムは教会内での暗闘の渦中にあり、そうした中で何者かが「聖剣」強奪を実行していることが判明、使節団員が所持する聖剣が狙われる事案も発生する。また頻繁に教皇庁に出入りする涼は異端審問庁に目を付けられるが、上位者の「圧」を開放して応じる。
一方、王国のアベルは北部行幸の途中で盗賊団を討伐するが、その背後に帝国の暗躍があった。
第六章 再び共和国へ
王国と西方諸国との海上交易に必要な交易船調達のため、涼は以前訪れた際にコネを作ったマファルダ共和国に向かう。
そして建造が中断していたクリッパー船を見つける。この船は復原性の問題で中断されたもので、涼が引き継いで解決する。任務を果たした涼は教皇就任式が行われる聖都に向かうが、その途中で教皇直轄の暗殺部隊に襲われる。
一方聖都では、十号室と十一号室が「堕天」に拘る悪魔にまた捕まった。「堕天」が広まらない事に焦れた悪魔は「もういいや。めんどくさくなった。」と殺しにかかる。マーリンが助けに入るが今度は敵わず、間一髪で涼の救援に間に合う。涼と悪魔の戦いは長期化して時間切れとなると、悪魔は名（ジャン・ジャック）と「堕天した存在」の情報を教えて去っていった。
そのころ中央諸国の連合西部では魔人虫が発見され、王国東部に封印された魔人復活の兆候された。また帝国では反皇帝の反乱が続発、皇弟コンラートの策略もあって焦るヘルムート八世は直卒軍を率いて自ら鎮圧に向かい、反乱軍との戦いの最中に突入してきた騎馬の王アーンにより打ち取られる。
第七章 消えた魔法使い
聖都に戻った涼は、グラハムから暗殺部隊が使った錬金道具の作者がサカリアス枢機卿と知らされる。そこへ、かつてローマンの勇者パーティにいた4人の魔法使いが行方不明との報が入る。
捜索を開始した涼たちは、ある保管庫で地下へ降りる隠し階段を発見する。その階段は広大な地下施設に通じており、直径30mの魔法陣が発見される。念のため魔法陣に起動不可の細工をしておく涼。その後も調査を進める涼たちの前に、突如教皇が姿を現す。教皇を撃退した涼は、その背後に「堕天せし者」が居るとの疑いを強くする。
グラハムからの情報でかつてバンパイア達が住んでいた地下都市（常夜の国）にある「宮殿」に潜入した涼は、そこで人外の姿となった教皇と再度激突して勝利する。そして囚われていた魔法使い達を救出する。
第八章 教皇就任式
教皇就任式が近付くにつれて教会内の暗闘も激しさを増し、カミロ枢機卿派をグラハムが下して自派に取り込む。一方、教皇直属の4司教が教皇の正体に気付くが、サカリアス枢機卿により仮死状態とされる。
そうした中で教皇就任式当日を迎える。式場に集まった参列者から徐々に魔力が抜かれていき、地下の巨大魔法陣に供給されていく。異変に気付いた涼など一部の者が原因を探して式場地下に降り、涼はニール・アンダーセンを救出して魔力吸引装置を停止させる。
その頃式場では参列者の眼前で教皇が殺害され、その混乱の中でサカリアス枢機卿が魔法陣を起動する。だが魔法陣は涼の細工で起動せず、それを知ったサカリアスはその身に天使（だと思っている存在）を降臨させる。グラハムとサカリアスの戦いが繰り広げられる中、地下から戻った涼たちも参戦。そしてサカリアスが倒された瞬間、「堕天せし者」が顕現する。
その姿を見た涼は「倒せない」と判断、放置されていた魔力吸引装置を改造した封印装置を急遽作成、激戦の末に「堕天せし者」を納得させて封印する事に成功する。
その日の夜、宿舎に戻った涼はアベルに連絡するが、「王国はダメかもしれん」「絶対に中央諸国に帰ってくるな」との言葉を最後に交信が途絶した。
最終章 魔人大戦
教皇就任式の二十日前、連合と王国の国境の街がそれぞれ襲われて共に陥落する。急遽開かれたトップ会談で開戦は回避され、復活の兆候があった「魔人」が関係していると結論付ける。
この騒動は予想通り、魔人ガーウィンが仕組んだ罠であった。ガーウィンはシュールズベリー公爵家のアーウィン・オルティスの体を乗っ取り、完全復活のために大量の死者を望んでいた。謀略が不発と悟ると直接動くことに変更、王国東部のハフリーナを巡る戦いが勃発する。その頃には王国も連合も、シュールズベリー公爵家が魔人と関係がある事を掴む。
アベルは軍を率いて魔人討伐に向かい、ガーウィンが本陣のアベルを襲う。ケニスが魔人封印用の錬金道具を起動するが、封印しきれない事を見取ったアベルは涼に最後の言葉を送り、四将のオレンジュと激突する。封印から脱したガーウィンも本来の体に移って王国軍を圧倒する。激戦の中、救援に駆け付けた風のセーラがアベルを救い、さら勇者と魔王も応援に駆けつける。しかし魔人の力は（まだ未熟な）勇者・魔王を凌駕し、均衡が崩れた瞬間に天から涼が舞い降りてきた。
互角の攻防を繰り広げる涼とガーウィンだったが、涼のエネルギー簒奪で徐々に弱体化したガーウィンが魔法の制御に失敗する。動揺したガーウィンにアーウィン・オルティス本来の魂が反抗した事で更に制御不能となり、暴走した魔力はアベルの持つ魔剣“エクス”に引き寄せられる。
魔力暴発の後、魔人と眷属、そしてアベルと涼の姿が消え去っていた。

### 第三部 東方諸国編
第一章 異邦
無人の海岸で目覚めたアベルと涼。直感で無人島と判断した涼はまず最初に打倒”宿敵”を掲げる。そしてクラーケン討伐に成功するが、勝利の余韻の中でここが無人島ではないと気付く。
気を取り直して街へ。そこで、ここが中央諸国から南東にある「多島海」の島で、コマキュタ藩王国の「マニャミャ」という安全海域の最西端の街である事を知る。
本国と一回限りの通信に成功して生存を伝えると、二人は一路帰国に向けて動き出す。そんな二人の前に隣国スージェー王国の飛行船が墜落する。隣国に庇護を求める王家最後の生き残りイリアジャ姫と反乱首謀者とされ王女の身柄引き渡しを求める護国卿カブイ・ソマル（元・第一海軍卿）、その対応に苦慮くする藩王国。多島海を代表する二国間の緊張の中、二人は大陸に渡るため首都に移送される王女の護衛となり、襲撃艦隊を撃退して首都ワンニャに到着する。それを追う様に護国卿カブイ・ソマルもワンニャに到着、イリアジャ姫が女王として王国に帰還する事が決まり、全ての陰謀の背後にアティンジョ大公国が見えてくる。
スージェー王国での戴冠式を守り切った二人は大陸の自由都市クベバサに向けて船出し、見送る新女王は吟遊詩人から聞いた『ロンド公爵の歌』を口ずさむ。
アベル王に、付き従う一人の魔法使いあり。その魔法は、天を消し、大地を砕き、世界を凍つかす、大いなる水の魔法。ただ一撃にて、十万の大軍を打ち破りしは、夢幻にあらず。人は讃えて氷瀑（ひょうばく）、あるいは白銀公爵と謳うなり
間章 船上
大陸に向け、一路北上する二人を乗せたローンダーク号。
この時間を利用して東方語を勉強する二人。そしてスージェー王国最北端のバンラの港に到着する。久しぶりの陸地を満喫する中、数年に一度のカニの大量上陸に遭遇する。そして出航後にトビウオの大群に遭遇、それを避けて東に大きく転進する。
その先で伝説の『幽霊船ルリ』に遭遇する。襲撃を受けていた船を救うため参戦した二人は激闘の末に謎の存在ラウとファンを撃退。一息ついたのも束の間、船上に突如黒い『門』が現れ、悪魔レオノールとジャン・ジャックが現れる。しかし悪魔たちは涼から珈琲を振舞われ、なぜかそのまま帰っていった。
それから十日後。ローンダーク号は目的地「自由都市クベバサ」の領海へと入った。
第二章 自由都市
自由都市クベバサに着いたアベルと涼、しかしこの時アティンジョ大公国の新大使を乗せた艦隊200隻が近付いており、なぜかクベバサ政府は200隻全ての入港を許可するという前代未聞の判断を下して混乱が生じていた。大艦隊の入港に騒然とする中、着任した大使が大公の弟ヘルブ公である事が判明し、混乱に拍車をかけていく。
クベバサ併合を公言するヘルブ公と食料買い占めに激怒した涼が激突するが、ヘルブ公が食料買い占めを止めると約束して涼は引き下がる。その翌日、クベバサはアティンジョ大公国の保護下に入ると公表した。そしてクベバサの主力艦隊を探索に行っていたローンダーク号が「主力艦隊壊滅」の報を持って帰ってくる。涼たちはヘルブ公がクベバサの主力艦隊を壊滅させた原因の討伐を意図している事を知ると協力して討伐に成功、クベバサは大公国の保護下で自治を獲得（自由都市から自治都市と呼び名が変わった）して一連の騒動は終息する。
クベバサに表面上は平穏が戻り、アベルと涼はヘルブ公が手配した船で大陸沿岸を北上、大公国の北にあるボスンター国の首都港（ジョンジョン）を目指して旅立つ。
間章 密林
自治都市クベバサを出航して五日目、船は突如クラーケンの群れに襲われ、涼達は陸地に避難する。救援を待つ乗組員たちと別れ、アベルと涼は陸路で北上を再開する。
歩き始めて六日目、目の前に黄金に輝く都市が現れ、転生直前の竜王ヌールスと邂逅する。そして転生するまでの僅かな時間を共に過ごす。
第三章 ボスンター国
竜王との邂逅から六日目に密林を抜け、遂にアベルと涼はボスンター国のミファソシの街に到達する。この街でアベルは少女ミーファから懇願され剣の弟子とする。ミーファはシオ・フェン公主付き侍女への採用が決まっており、その公主は近々ダーウェイの第六皇子リュンに嫁ぐことが決まっていた。代官スー・クーが上京するのに合わせてアベルと涼・ミーファも同行、その道中で国内に対ダーウェイ強硬派がいる事、その者たちが公主が嫁ぐことを妨害する可能性がある事、などを知る。
首都では強硬派の領袖カン公に面会しようとしたスー・クーが襲撃を受け、涼によって救出される。事態の背景を調査するミーファの父モゴック局長により、カン公の側近デザイがボスンター国に恨みを持っている事やダーウェイ国内での皇位継承争いが関連していることが明らかになっていく。
そうしたある日、カン公の配下により公主が住む離宮が襲撃を受ける。アベルとミーファが公主を守り抜き、涼はカン公を傀儡にして操っていたデザイを拘束する。こうして騒動は一応の終息を迎え、公主は輿入れのためダーウェイに出発、アベルと涼も後続の商船に便乗してダーウェイに向かう。
第四章 超大国
ダーウェイ最南の港町ランダに到着した公主一行、しかし用意されていた護衛に原因不明の腹痛が多数発生、急遽欠員補充に冒険者が集められる。同じくランダで先に進む手段を探していたアベルと涼がそれに応募、公主一行に同行してボアゴーの街に到着する。そこで護衛任務を解かれた二人は冒険者ランクを上げるため灰色ゴブリンの討伐依頼を受け、ゴブリンを操っていた幻人を撃退する。
徒歩で帝都へ向かう二人は途中に立入禁止区域（皇帝陵）に入ってしまい、やむなく涼は公式身分（ナイトレイ王国筆頭公爵、ロンド公爵）を明らかにし、帝都に着くと皇帝に謁見すると共に皇子と公主の披露宴に招待され、披露宴を襲撃した幻人を撃退する。
皇帝と面識を得た二人は魔物討伐に出征するリュン皇子の護衛兼相談役となり、魔物を操っていた幻人を捕縛する。帝国と幻人の所属するチョオウチ帝国との交渉が行われる中、二人が協力するリュン皇子は親王となり後継争いはより激化していく。
第五章 リュン親王
親王となったリュンはお披露目となった響音会を無事に乗り切り、失態を演じた第四皇子ビン親王派から多くの支持者がリュン親王派に鞍替えを希望してくる。
そんな中で披露宴に出席したコマキュタ藩王国とスージェー王国の使節団が帰国の途に就くが消息を断ち、アベルと涼に幽霊船ルリから「決闘状」が届く。捕らわれた使節団を救うため南方海上に赴く二人。その直後、北方のペイユ国が帝国に侵攻するとの報が届き、リュン親王が迎撃のため出征する。
手薄になった王府にビン親王軍が襲撃を掛ける。数的劣勢の中で涼が置いていったゴーレム隊（「友好の証二号君」率いる輪舞邸御庭番二番隊）の助勢もあって撃退に成功。涼もルリとの決闘に勝利し、王府襲撃の報にも動ぜず軍を進めたリュン親王はペイユ国の騎馬隊殲滅に成功する。
最終章 幻人戦役
侵略を明確にしたチョオウチ帝国に対処するため、アティンジョ大公国の呼びかけで自治都市クベバサで国際会議が開かれる。ダーウェイからはリュン親王が派遣され、アベルと涼もそれに同行、クベバサで旧知の人々と再会を果たす。そんな中、兄から幻王の出現を知らされたヘルブ公は「私が暴走したら、お二人に止めていただきたい」とアベルと涼に依頼する。会議当日、話し合いは順調に進み大筋合意に至ったが、幻王の傀儡の術で大公は死亡、ヘルブ公も傀儡と化す。急を聞いて駆けつけた涼によりヘルブ公は氷漬けにされ、事態は最小限の被害に留まった。
大公の遺体とヘルブ公をアティンジョ大公国に送り届け、新公王の即位式に出席した二人の前に突如「友好の証二号君」が現れる。
実は帝国で皇帝拉致事件が発生、コウリ親王が統治代行の任に就いた。しかし、クベバサから帰国したリュン親王は”皇帝は既に処刑された”として動こうとしないコウリ親王に不信感を募らせ、涼に助けを求めるべく友好の証二号君を派遣したのだった。アベルと涼はチョオウチ帝国に浸入、幻人マリエとの激戦を制して皇帝を奪還する。帝都へと向かう皇帝とコウリ親王の争いの中で５年前の皇太子暗殺の真相が明らかとなる。
一方、チョオウチ帝国はペイユ国を併合し、ついにダーウェイ北部国境を超える。禁軍を主力とするダーウェイ軍との会戦で涼は幻王を倒し、後世”東方三帝会戦”と呼ばれることになるピューライ平原の戦いに勝利する。
チョオウチ帝国が滅ぶ一方、ダーウェイ北西部では千年の間中央諸国と東方諸国の間を隔てていた”壁”が解除された。捕らわれていた間に皇帝から抜きとられた血で作られた鍵を幻人マリエが使って開錠したのだった。アベルと涼にとっても、中央諸国に帰る道が開かれた。

### 第四部 暗黒大陸編
第一章 平和な王国

## 登場人物
声の項はテレビアニメ版の声優。

### 主要人物
リョウ / 涼
声 - 村瀬歩
主人公。作中の事績については「あらすじ」参照。
元は日本人の青年（三原涼）で、死後に（剣と魔法の世界）ファイに転生する。隠し属性「不老」を持つが、ミカエル（仮名）が伝え忘れたため当人は知らない。
見た目は十代後半、黒髪黒目、肌は日焼けで少し浅黒く、身長はアベルより頭一つ低い。東方系（日本人）の顔立ちで、女性陣からは「かわいい」と評価されている。転生後、20年以上経過しているが見た目が変わっていない（当人も気付いている）。
性格は楽観的かつ論理的だが、転生前知識からの「ファンタジーの王道展開」に強い憧れを持っており、アベルや周囲の人間には意味不明な言動を繰り返してしまう。大学で西洋史学専修だった影響で、マキァヴェッリやシェイクスピアなどの著作から引用する場面が多々ある。大の珈琲好きで、食全般に執着がある。
適性のあった水属性魔法は転生前の科学知識（主に分子構造の概念など）を援用し、生来の水属性魔法を使う海生生物達や悪魔といった強敵との戦いで鍛えられ、この世界ではずば抜けた技量を誇る。その反面、素の攻撃力が高い火属性には強い対抗心を抱き、火属性魔法使いと言うだけで誹謗する言動が多い。また風属性には強い憧れを抱いているようで、特に「某SFおとぎ話」に登場する”ブレイクダウン突貫”（分身・ソニックブレード・突撃の合わせ技）の名を最初期から口にしており、後に水属性で再現を成し遂げている。
ルンの街に来て以降は錬金術に熱中、錬金術では遥かな高みに進んでいた同郷人の遺産（自作ノート）を託され、西方諸国への使節団にも「ゴーレム兵団」目当てに参加している。また対クラーケン用に開発した潜水艦「ロンド級二番艦ニール・アンダーセン」は錬金術の成果。
剣技は「水の精霊王」を師匠として、ルンの街以降は「風のセーラ」との模擬戦で鍛えられた。特に守りに徹した場合は鉄壁と云ってよく、悪魔や魔人（スペルノ）といった人外の強敵もこれを抜くことは難しいレベルに達している。また「水の精霊王」からは（魔法攻撃を防ぐ）ローブや（村雨と命名した）剣を貰っている（後にブーツも）。
これらの装備から「（水の）精霊王の寵児」と呼ばれる事もある。さらに、体から「妖精の雫」とか「妖精の因子」と呼ぶ成分が溢れ出ている模様（エルフや悪魔には見える、不老との関連は不明）。
ナイトレイ王国のルンの街で冒険者登録してランクは今もC級だが、これはほとんど依頼を受けていないことによる。
アベル / アルバート・ベスフォード・ナイトレイ
声 - 浦和希
ルンの街を拠点とするB級冒険者の剣士で、後にA級に昇格する冒険者パーティ「赤き剣」のリーダー。王国屈指の剣士。まだ若いが視野が広く冷静な判断ができる常識人で、強者であるが他者に対する気遣いもできる人徳者。
依頼中に潜入した船が出航してしまい、暴風雨で船は大破して南方に流され、最後はクラーケンに沈められ、ロンド亜大陸の海岸に漂着して涼に助けられる。
涼の見た目（皮の腰巻にナイフのみ）から、未開地の貧乏な子供だと思っていた。涼との二人旅では剣士として前衛を自任していたが、途中から涼の異常性に気付き、その強大な戦闘力に対する抑止役となっていった。また涼の発する「ファンタジーの王道」に関する戯言をスルーする技術を身に着け、さらに涼のボケに対する突っ込み役に成長する。
実は現国王の第二王子。剣は王家の宝物庫にあった魔剣を適当に持ってきたが、奇しくも王国の英雄リチャード王の愛剣であった。ルンの街では、ギルドマスターのヒュー・マクグラスとフェルプス、そしてパーティーメンバーだけが正体を知っている。帝国による侵攻により王国の半分が占領された後、即位を宣言して王国再興を成し遂げる(中央諸国編)。

セーラ
声 - 本渡楓
ヒロイン。ルンの街を拠点とするB級冒険者、風属性魔法を使う魔法剣士「風のセーラ」として知られる。王国内「西の森」出身のエルフの美女。ルンの図書館で涼と出会い、涼から溢れ出る「妖精の雫」に魅かれて一緒に居ることを望むようになる。涼がルンに居る時にはほぼ毎日模擬戦をする仲になり、涼と会えない期間が長いと気持ちが落ち込むようになる。
ソロの冒険者としてB級に昇格した実力者で、ルンの街を中心とする辺境伯領の騎士団で指南役を務める。風属性魔法による「風装」と呼ばれる技は、涼が守りに徹しても苦戦するほどのスピードを誇り、帝国軍が西の森に侵攻した際には一軍を単身で殲滅した。作中における近接戦闘力第二位（筆者ノートより）。
アベルと涼（国王と王国最大戦力）が魔人との戦いで行方不明（東方諸国編）になると、王国防衛の柱として「王国総騎士団長兼筆頭騎士」に就任した。これは英雄リチャード王以来となる就任で、軍事力に関しては国王以上の権限を有している例外的な地位。
レオノール / レオノール・ウラカ・アルブルケルケ
声 - 小市眞琴
悪魔。身長175cmの美女。ルンの街で封廊を作った際に巻き込まれた涼と激戦を繰り広げ、それ以降も何度となく涼と激戦を繰り広げる。
悪魔の中でも剣と魔法に長じた戦闘狂として知られる強者で、大抵のことは直感で何とかする天才タイプとして同じ悪魔からも「正真正銘の化物」と恐れられている。涼を好敵手（自分が殺す相手）として定め、他の悪魔に「手を出すな」と公言している。現状は目覚めたばかりで弱体化しているが、時間経過と共に段々強くなっていく、という非常に厄介な存在。
悪魔とは、涼の転生時にミカエル（仮名）が用意した『魔物大全　初級編』の最後にドラゴンと共に手書き情報があり、そこには「天使が堕天したもの……ではない」「出会わないことを祈る」と記されている。ダンジョンに現れるデーモンとは全くの別種で、世間には存在を知られていない。

### ナイトレイ王国
ヒュー・マクグラス
声 - 三上哲
ルンのギルドマスター。通称「マスター・マクグラス」「英雄マクグラス」。身長195cmの巨漢で、聖剣ガラハットを所持。
10年前の連合との大戦を勝利に導いた「英雄」として、連合や帝国にも知られる有名人。アベルの素性を知らされており、アベルの腕前を信用しつつも出来るだけ危険な依頼は受けて欲しくないと思っている。
西部域で起きた魔人復活の兆しではローマン達勇者一行と現場に赴いた。インベリー公国が連合に侵略を受けると王国の義勇兵を率いて公国に向かい、王国解放戦後には王都ギルドのグランドマスターに就いた。
西武諸国への使節団では団長を務める。
ニーナ
声 - 伊藤美来
ルンの街のギルドの受付嬢。ルンの冒険者たちのアイドル的存在。
フェルプス / フェルプス・A・ハインライン
ルンの街を拠点とするB級パーティー「白の旅団」団長。槍士。ハインライン侯爵家の次期当主で、文武両道を極める冒険者。アベルの素性を知っている。
「白の旅団」は1軍から3軍まである大所帯で、軍に準拠する組織といえる。
パーティ「赤き剣」の冒険者
声 - 石原夏織（リーヒャ）、松本沙羅（リン）、ウォーレン
全員アベルの出自を知っており、王子パーティのメンバーとして選りすぐられた精鋭。
神官のリーヒャは元聖女で、アベルの婚約者。アベルが王になった後に結婚して王妃となり、子供を授かる。
盾使いのウォーレンは、ハローム男爵家の嫡男。無口で「不倒」の二つ名を持つ巨漢。リンとは両想いの関係。
風属性の魔法使いリンは、シューク伯爵家次女。筆頭宮廷魔法使いイラリオンの弟子。
パーティ「十号室」の冒険者
声 - 室元気（ニルス）、天﨑滉平（アモン）、宮瀬尚也（エト）
ルン所属の冒険者パーティ。新人時代にギルドの同じ部屋（十号室）になった事で結成した。
大柄でアベルに憧れる剣士ニルスがリーダーで、小柄で常識人の剣士アモン、穏やかで理性派の神官エトがメンバー。
当時涼も同じ部屋におり、実力差がありすぎるので加入していないが同期の仲間として認識している。
ケネス / ケネス・ヘイワード男爵
王立錬金工房の主任研究員で天才錬金術師。その能力と実績によって、爵位を授けられ貴族となった。
連合に引き抜かれた元同僚フランク・デ・ヴェルデを師と仰ぎ、涼からは錬金術の師匠と慕われている。ちなみにケネスの実家はルン郊外にあり、両親を帝都に呼び寄せた事で売却、その家を買ったのが涼である。
アレクシス・ハインライン
王国の重鎮で南部に領地を持つ侯爵家の当主。フェルプスの父。元王国騎士団の団長で、「鬼」の二つ名を持つ王国の武を象徴する人物。武だけでなく、領地経営にも手腕を発揮し、諜報にも長けている。
涼に関しては信用はしつつも、当初は危険性を感じるなど慎重な性格。アベル王の下では宰相として腕を振るい、王国になくてはならない忠臣となる。
リチャード王
ナイトレイ王国中興の祖。故人。「全属性の魔法を操り、錬金術においても極北を極めた」と言われる人物。王国が「冒険者の国」と呼ばれるのも、リチャード王以降となる。また魔人ガーウィンを封印したのもリチャード王である。涼には転生者と認識されている。
王城宝物庫の深奥に『英雄の間』と呼ばれる部屋があり、そこにはリチャード王が作成し、「世界のバランスを壊す」として封じられた品が今も眠っている。
ゲッコー
インベリー公国の大商人で、公国上層部とも繋がる有力者。公国存続のため奔走したが、インベリー公国滅亡で王国に亡命。
ルンに拠点を置いて、商会を再開した。涼を護衛として雇ったことがあり、その縁で従業員には涼の弟子（水属性魔法使い）がおり、以降も涼と良好な関係を築いている。
パーティ「十一号室」の冒険者
ルン所属の冒険者パーティ。メンバーは剣士ハラルド・双剣士ゴワン・神官ジーク。十号室の後輩冒険者で、先輩のパーティ名にちなみ十一号室を結成する。
リーダーのハラルドは亡き王太子カインの子でアベルの甥（直系王族）。優秀ではあるが、若くしてC級冒険者になったことで事を性急に進めようとして涼と決闘に及び惨敗。その後、強くなるため魔人の力を求めて「破裂の霊呪」を憑けられ、解呪のため西方諸国への使節団に参加する。
ジークは帝国出身者。王国の中央神殿で十号室の神官エトと知り合う。正統派剣術を身に着け、洞察力・観察眼に秀でており、涼からは「デキる男（神官）」と評される。
ガーウィン
リチャード王によって封じられていた「東の魔人」。四将と呼ばれる眷属（巨漢の戦士オレンジュ、頭脳派のイゾールダ、無口なヴィム・ロー、常に憑依しているジュク）を率いる。
完全復活のため、王国と連合の戦争を画策するが不発に終わり、直接行動に出て王国を滅ぼしかけるが、救援に戻った涼との激戦の末に魔力が暴発して、眷属もろとも暗黒大陸の砂漠地域に遷移した。
マーリンから「極めて破壊衝動が強い」と言われているが、眷属から「ガーウィン様は、あまり賢くないから」と云われるほど単純で武力一辺倒な面があり、暗黒大陸で謎の存在から「黒い馬鹿者」と聞いた涼とアベルは共にガーウィンを連想している。
キンメ / フィン
リチャード王によって封じられていた「南の魔人」。封印中に偶々遭遇した伯爵級バンパイアから魔力を奪い復活、涼たちが訪れた洞窟から解放されて南に飛び去る。
飛び去った先の暗黒大陸東部諸国で「キンメ」を名乗り、人間達とパーティを組んで冒険者となっていた。西方諸国編での教皇就任式にも参列していたが、首長たちを護衛して会場からいち早く離脱したため名前のみの登場で終わった（この時点では、キンメ＝魔人とは明かされていない）。
暗黒大陸で涼と再会した時に「南の魔人」と判明。元々自ら望んで封印されていた（ハルに断られたので、その弟子リチャードに封印して貰った）事や封印が解けたのは涼の「妖精の因子」のせい、と舞台裏を明かした。
「東の魔人」ガーウィンの眷属イゾールダは「フィン様」と呼んでいるので、キンメは冒険者としての仮名のようなもの。

### デブヒ帝国
オスカー / オスカー・ルスカ男爵（後に伯爵）
帝国の”爆炎の魔法使い”として、王国にも名が知られる魔法使い。白髪褐色、190cmの長身。
フィオナ皇女を団長とする魔法師団の副長で、フィオナ皇女の魔法と剣の師匠。単身で「一つの街を焼き払った」と伝わる火属性の魔法を操り、勇者ローマン一行を単身で打ち破るなどその実力は折り紙つき。
ウィットナッシュで涼と対決、アベルの仲裁で事なきを得るが、涼が自分より強いと感覚的に悟り、その後に自己鍛錬に没頭するなどストイックで努力家な面がある。また中央諸国では一般的な呪文詠唱は行わず、部下にも無詠唱を身につけさせている。
王国解放戦で涼と激突、両者ともに重傷を負いながらも激戦を繰り広げる。
フィオナ皇女が臣籍降下してルビーン女公爵となると結婚し、自身も伯爵に昇爵する。
ルパート六世
帝国皇帝（中央諸国編時）。自身も火属性の魔法使い。国内の有力貴族が大きな権力を持っていた旧体制を改め、皇帝の絶対権力を確立した名君。
息子（ヘルムート八世）に皇位を譲り引退したが、西方諸国への使節団に三男コンラートが選ばれると現皇帝による策謀を察して、自ら団長となる事で収めようとした。
フィオナ / フィオナ・ルビーン・ボルネミッサ
皇帝ルパート六世の末子で魔法師団の団長。自身も光・火属性の（二属性）魔法使い。末娘として溺愛されており、愛剣として帝国に伝わる宝剣レイヴン（火と風の二属性）を預けられる。
副長のオスカーを師匠として慕い、後に結婚。兄の即位と同時に臣籍降下して、東部から南部に封土を持つルビーン女公爵家を興す。また魔法師団も解散となったが、そのほとんどを公爵領軍にて再雇用した。
コンラート / コンラート・シュタイン・ボルネミッサ
皇帝ルパート六世の第三皇子。妹フィオナと仲が良く、ウィットナッシュで賊の襲撃を受けた時も一緒だった。人当たりの良さと裏腹に、策謀家としての面を持つ。
フィオナと同時に臣籍降下して、北西の要となる地を封土とするシュタイン公爵家を興す。西方諸国への使節団長を予定されたが、前皇帝が団長となった事で取りやめとなる。しかし前皇帝が留守の間に、皇帝から「大逆の罪」に問われて投獄される。
ハンス・キルヒホフ伯爵
帝国執政。皇帝ルパートに見いだされて才能を開花、摂政として皇帝の治世を支えた。
皇帝の代替わりでは一緒に引退し、その後もルパートの補佐役を自任している。西方諸国への使節団にも同行。

### ハンダルー諸国連合
オーブリー / オーブリー・ハッブル・コールマン
連合の執政にして独裁官で、実質的な最高権力者。
主要10ヵ国の連合体から、中央集権国家へと変革させた立役者。敗戦の影響を払しょくしつつ国内の体制を整え、念願のインベリー公国併合を成し遂げた。
統治能力にも権謀術策にも秀でており、執政就任時に居た主要10ヵ国の元首（最高意思決定機関「十人会議」のメンバー）のうち、今も生きているのは一人だけ。性格的には戦場大好きな戦人で、「名将」の二つ名もある。
ロベルト・ピルロ
連合の主要10ヵ国の一つ、カピトーネ王国の元国王。
オーブリーが執政となって以降、次々に入れ替わり影響力を喪っていく10ヵ国の元首の中で、唯一老齢になるまで地位と影響力を堅持し、自分が選んだ後継者（息子）に地位を譲った傑物。それゆえ「オーブリー卿が殺せなかった男」との異名がある。
二年前に隠居したが、オーブリー卿に請われて西方諸国への連合使節団を率いる。

### 西方諸国
ローマン
当代の勇者。西方の某所で悪魔レオノールと遭遇して惨敗する。その際に「自分（レオノール）と対等に戦える人間の魔法使い」の存在を教えられ、その人物を探して中央諸国に来た。
中央諸国で最も高名な帝国の”爆炎の魔法使い”オスカーを訪ね、「王国の水属性魔法使い」の事を聞き、王国へと移動する。王国でアベルと涼と知り合い、魔人の復活阻止に同行した。
パーティメンバーは、グラハム（聖職者）・ゴードン（火属性の魔法使い）・アリシア（風属性の魔法使い）・ベルロック（土属性の魔法使い、ドワーフ）・アッシュカーン（エンチャンター、風属性）・モーリス（斥候）の6人。
グラハム
西方教会の大司教。元異端審問庁長官で、「ドクター・グラハム」「ヴァンパイアハンター」の異名を持つ。
その高い戦闘能力から勇者一行に派遣され、魔王討伐後に教会に戻り、後に枢機卿として涼ら使節団を迎える。暗躍しながら涼たちを助け、最終的に教皇に就任した。
マーリン
西方諸国で出会った魔人。常に魔王の傍に控える魔王軍参謀として知られ、幅広の赤い帽子に赤いローブを身に着けている事から「赤い老人」とも呼ばれる。白髪で金色の目。
参謀と言われているが実態は魔王が人間社会に多大な被害を与えない様に抑止する役で、そのため無理やり数千年に渡って活動期を維持している（魔人には悪魔と同じく一定間隔で活動期と休眠期がある）。その影響で、かなり弱体化している模様。
魔王軍が組織されていない時期は、ファンデビー法国の聖都マーローマーの西のダンジョンに居る。アベルの通信から危機を悟った涼を、長距離遷移で王国に送り届ける。その後は魔力不足で中央諸国にいたが、帰還した涼たちと一緒に西方諸国に戻った（暗黒大陸編の序盤）。
ジャン・ジャック / ジャン・ジャック・ラモン・ドゥース
西方諸国にいる悪魔。
回廊諸国で出会った涼の仲間エトが漏らした”堕天”に反応、西方で堕天を広めた方が面白そうだと考え、殺さずに生還させた。その後は堕天の普及に進展がない事で「どうすれば行動する？」と問いかけ、次には「もういいや」と殺しにかかった。
強者のレオノールから「（涼に）手を出すな」と言われていたので出来るだけ出会わない様に立ち回っていたが、出会った時には「俺のせいじゃない」「うん、仕方ない」と戦いとなる。
実力は目覚めたばかりのレオノールより強いが、基本的にノリが軽く、エトの件に見られるように気分屋で愉快犯的な性癖を持つ。そのためレオノールや他の悪魔から「バカ」扱いされ、ちょっと軽く見られている。

### 転生者
暗殺教団の首領 / ハサン
自分をハサン・サッバーフの生まれ変わりだと思っている暗殺教団の創設者。錬金術と土属性魔法に長け、その組み合わせと接近戦（暗殺技）により涼と互角以上の戦いを繰り広げた。
元は日本人の転生者で、涼の次に転生した人物。転生場所は「この大陸の西の端」で、涼と出会う75年前に転生している（転生先の時間軸が転生順にならない例）。
転生前と併せて既に齢百歳に達し、ウィリー王子（ジュー王国の王家直系の人間）を狙ったのは、その血で「不死」の薬を作ろうとしたため。互いに転生者と判明して和解した直後に、反首領派の奇襲を受けて死亡。その際に自作の錬金術ノートを涼に託した。
涼にとっては、ある意味理想形を体現した人物。後に涼が使う「フローティング・サークル」（空中に複数の魔法陣を浮べて魔法を同時発動）はハサンの技で、初見で涼は「カッコイイ」と賞賛した。
シンソ（真祖） / ハル
ヴァンパイアの真祖で、元日本人の転生者。ヴァンパイアに対しては絶対的な権威を有している。
元々は西方諸国にてヴァンパイアを率いていたが、後に中央諸国に移って表向きは人間の国トワイライトランドを建国した。
表向きの役職などは無く、図書館のような自宅から「私設図書館の館長」を名乗って国政には不干渉の立場。しかし、配下のヴァンパイアが「暇つぶし」に起こしたクーデターに巻き込まれた王国使節団に「同郷人」の存在を察知した際は、即座に止めさせた。この地に国を作ったのは、長年探し求めていたラーメンに不可欠な「天然のかん水」が存在したためで、国内に献血システムを作ってヴァンパイアが人を襲わなくても済むようにした。
中央諸国特有の魔法詠唱と闘技は、シンソによって広まった。魔法詠唱は魔法が使える人数をそれまでの20%から「約半分」にまで増やす効果がある反面、無詠唱に比べ発動が遅く、威力も弱くなる欠点がある。そのため詠唱が伝わらなかった西方諸国から「遅れた魔法文化」と見做された。ただ、周囲の国の魔法戦力が弱体化するのは真祖にとっても好都合だった模様。闘技はトワイライトランドにいる人間の騎士や戦士用に考案された技。かん水の為にこの地を保持したい真祖にとって、人数的に圧倒的多数派の人間を戦力化する必要があった。
西方諸国で「ヴァンパイアハンター」の異名を持つグラハム大司教は「ハル」と呼んでおり、本名（転生前の名前）に由来する呼び名の可能性がある。また能力については「全てにおいて規格外」と述べ、「剣技」「六属性全ての魔法」「錬金術」の全てを網羅している「化物」と評した。
なお、ヴァンパイアには西方諸国に残留した者やトワイライトランドから離脱した者もおり、全てのヴァンパイアを自身の下で統率するつもりは無い模様。

### その他
ミカエル（仮名） / ミカエル・カメイ
声 - 子安武人
涼を転生に誘った天使（のような存在）。涼に「神ですか？」と問われ「（涼のイメージで）天使、が近いでしょうか」と答えた事で、涼の内では「ミカエル（仮名）」となる。
転生を誘った対象者の心を読み事が出来るので、それ以降（ハサンの時）は「ミカエル・カメイ」と自身で名乗った。
「転生させる目的」については「答えられない」が、対象者を選ぶのは自分ではなく「（涼のイメージで）神にあたる者たち」と教えてくれた。転生に了承すると転生先の情報や転生者の能力などを教えてくれる。ただ、涼に伝え忘れた点があるなど、完璧な存在ではないらしい。

## 地理
ロンド
人類が居住していない亜大陸、及び涼が転生した森の名称。「かつて、そう呼ばれていた」だけで現在の人類社会では知る者はいなかったが、涼がこの地を封土とするロンド公爵となり、名称のみは知られるようになる。
地球のインド亜大陸に似た地形で、北方はワイバーンやハーピィなどが生息する険しい山脈により遮断され、残る三方はクラーケンが跋扈する海域となっている。: この世界の人類にはクラーケンはもとより、ワイバーンやハーピィも対処が厄介な難敵で、外部から人が移動するのは困難な地域。アベルの場合も、クラーケンに破壊された船からの生存者はアベルのみ。北部山脈を超えた先には中央諸国があるが、山脈は「死の山」として恐れられ近づく者は少なく、まして超えようとする者はいない。
人間社会では伝説となっている竜族も生息しており、主人公が出会った竜王ルウィンは「東の山に近づくな」と警告しているので、そこには別の（より凶暴な）存在が居ると思われる。
アベルとの旅でも数々の魔物・魔獣と遭遇しており、中でもベヒモスやグリフォンは竜王に匹敵する上位の存在で、ロンド公爵となった主人公は「領地（ロンド）のご近所さんの中では、自分は最弱」と表現している。後にグリフォン（グリグリと命名）とは友好関係を築き、ロンドの森から王国まで送ってもらっている。

### 中央諸国
南のナイトレイ王国、北のデブヒ帝国、東のハンダルー諸国連合を中心とした地域。他にジュー王国、トワイライトランド（大公国）などの複数の小国がある。
西方諸国からは魔法や錬金術が遅れた地域と見做されている。魔法に関しては、シンソが呪文詠唱を普及させたことにより、それまで魔法が使えなかった人も使えるようになった事の副作用でもある。錬金術に関してははっきり遅れており、西方では普及しているゴーレムも試作段階で普及には至っていない。
ナイトレイ王国
中央諸国南部の主要国。北にデブヒ帝国、東北にハンダルー諸国連合と接する。
初代アシュトン王により建国され、中興の祖と称えられるリチャード王は全属性の魔法を使いこなし、錬金術も極みに達していたとされ、王城の防壁には魔法を反転させる術式が今も健在（単に反転するだけでなく、発射元を自動追尾する優れもの）。
物語開始時の国王はスタッフォード四世。後に第二王子アルバートが即位してアベル一世となる。
デブヒ帝国
中央諸国北部の主要国。南にナイトレイ王国、南東にハンダルー諸国連合と接する。王国と敵対関係にあり、連合とも旧インベリー公国の公王が亡命しているため冷戦状態。
物語開始時の皇帝はルパート六世。西方諸国編では息子のヘルムート八世に代替わりしている。
ハンダルー諸国連合
中央諸国東部の主要国。北西にデブヒ帝国、南西にナイトレイ王国と接する。
元々は主要10か国を中核とする連合体であったが、十年ほど前の大戦で王国に大敗した事で幾つかの小国（属国）が離脱、一時的に勢力が衰えた。それ以後執政を置くようになり、それにオーブリー卿が就任すると主要国の国王の影響力は縮小し、中央集権的な体制が確立しつつある。その結果、離脱した小国の中でも重要性が高いインベリー公国の再併合に成功する。
王国とは過去に何度も干戈を交えた中で、インベリー公国を併合した際に公王が亡命した帝国とも冷戦状態となる。
インベリー公国
北に連合、西に王国と接する、元はハンダルー諸国連合の属国だった小国。
十年前の連合の大敗の影響で独立を果たした小国の一つ。王国との国境に位置して重要資源の供給元でもある事から、執政オーブリー卿の下で勢力を回復した連合から真っ先に再併合の標的とされ、独立維持のため王国との関係を深めようとしていた。本篇第一部第十章にて連合に併合された（公王は帝国に亡命）。
涼はこの国の隊商護衛を受けた際に、隊商付きの水属性魔法使いの少年達（水の補給役）を弟子に取り、魔法を教えている。そのため連合から侵略を受けた際に、弟子の安否を気にして王国からの義勇軍に志願兵として参加している。
ジュー王国
王国の東（連合の南？）にある小国。
作中では王国に留学した（当人的には人質）第八王子ウィリーが登場する以外、この王国についての記載は特にない。
王国に行く途中でインベリー公国を経由している点や連合ではなく王国との関係強化を望んでいる点から、同じ東部にある連合の圧力を受ける小国、という背景がある可能性もある。
トワイライトランド（大公国）
王国の南西に凡そ百年前に建国された新興国。
王国との間で人や物資の行き来はあるものの、国同士の関係性はほとんど無かった。

### 回廊諸国
中央諸国の帝国と西方諸国の東端キューシー公国の間にある交易ルート沿いにある小規模な国家群で、中央諸国からの使節団が通った時には四か国が存在していたが、通過した後には新旧の二か国となった。
交易ルートといっても、ちゃんとした街道があるのはキューシー公国とスフォー王国の間だけ。
アイテケ・ボ
最も中央諸国よりの東側にある都市国家。帝国の外縁部と僅かに交流がある。
周囲を世界樹がある事で有名な「漆黒の森」に囲まれている。そのため、魔獣対策として強固な城壁が築かれていた。
王国使節団が到着した時の国主はズラーンスー公で、驕慢な態度で使節団を迎えた。実はこの時すでに側近に命じて世界樹の枝を奪取、森の怒りを買っていた。そして世界樹の枝を取り戻すべく森の魔物が大挙して都市を攻撃、城壁は半壊し国主館は壊滅、国主一族は滅亡する。
新政府が出来たら王国に使節団を派遣する予定になっていたが、隣国シュルツを陥落させた騎馬民族が襲来して占拠される。
シュルツ
アイテケ・ボの西にある都市国家。
広大な平地の中にあり、周囲に農地を有する農業国であり、同時に周辺の複数の遊牧民（騎馬民族）との交易で成り立っている商業国家としての側面もある。
しかしこの時、国王ゴンは周辺の遊牧民根絶策（民族浄化）を推し進めており、両者の関係は極度に悪化してた。そしてちょうど王城での使節団との謁見の場に、秘密の抜け穴を使って騎馬民族の一団が乱入する。国王を始めとする要人の多くを殺害したが、身を守るため反撃に転じた（帝国の先帝）ルパートが女魔法使いに重傷を負わせて撃退する。
使節団は交渉相手がいなくなったため出発、その一週間後に騎馬民族により陥落した。
騎馬民族の王国
回廊諸国の一つ、シュルツの北方に点在していた遊牧民（騎馬民族）の部族が結集した新興国。国王はアーン。
シュルツの遊牧民根絶策に対して秘密の抜け穴を使った王城への奇襲を敢行したが、その場に居合わした中央諸国使節団の反撃を受ける。
使節団が旅立った後でシュルツを攻略、さらに半壊状態にあった隣国アイテケ・ボも武力併合した。
王城への奇襲で使節団から反撃にあった際、王の妹ソイが帝国の先帝ルパートによって重傷を負ったことから、アーン王はルパート（帝国）への復讐を誓う。
ボードレン
シュルツの西にある都市国家。使節団が到着した時には、無人の都市となっていた。
内部に入った小国の使節団は大量の霊に襲われ大損害を出し、助けに入った王国の冒険者が謎の存在（悪魔ジャン・ジャック）と遭遇した。
スフォー王国
ボードレンの西で西方諸国と接する国。キューシー公国まで簡素ながら街道が整備されているので、一定の交流がある模様。
使節団が到着する五日前に、国王ビュラード九世の夢に天使が現れ「歓待せよ」とお告げあった。使節団はお告げ通りに歓待されて、回廊諸国では唯一何事もなく通過して西方諸国へと向かった。

### その他
浮遊大陸 / バビロン
ナイトレイ王国の建国者アシュトン王が、自身の出自を「浮遊大陸にある超帝国バビロンの騎士」と称した事で知られる。
涼は転生者の「ありがちな設定」と思っていたが、悪魔レオノールは「バビロンの、空に浮かぶ大地」と表現して、最後に見たのは二千年ぐらい前、（その時は）まだ動いてはいるよう、と言っており、今も実在する可能性がある。

## 既刊一覧

### 小説

#### 単行本
- 久宝忠（著） / ノキト（イラスト[注 1]） / めばる（イラスト[注 2]） / 天野英（イラスト[注 3]） 『水属性の魔法使い』 TOブックス、既刊15巻（2025年7月15日現在）
  1. 「第一部 中央諸国編1」2021年3月10日発売[9]、ISBN 978-4-86699-168-9
  2. 「第一部 中央諸国編2」2021年6月19日発売[10]、ISBN 978-4-86699-225-9
  3. 「第一部 中央諸国編3」2021年11月20日発売[11]、ISBN 978-4-86699-371-3
  4. 「第一部 中央諸国編4」2022年3月10日発売[12]、ISBN 978-4-86699-469-7
  5. 「第一部 中央諸国編5」2022年8月20日発売[13]、ISBN 978-4-86699-641-7
  6. 「第一部 中央諸国編6」2023年2月20日発売[14]、ISBN 978-4-86699-773-5
  7. 「第一部 中央諸国編7」2023年7月20日発売[15]、ISBN 978-4-86699-900-5
    - 「書き下ろし小冊子付き」同日発売[16] ※電子書籍

  8. 「第二部 西方諸国編1」2023年10月20日発売[17]、ISBN 978-4-86699-979-1
  9. 「第二部 西方諸国編2」2024年1月15日発売[18]、ISBN 978-4-86794-050-1
  10. 「第二部 西方諸国編3」2024年4月20日発売[19]、ISBN 978-4-86794-164-5
    - 「ポストカードセット1付き」同日発売[20] ※電子書籍

  11. 「第二部 西方諸国編4」2024年7月16日発売[21]、ISBN 978-4-86794-252-9
  12. 「第二部 西方諸国編5」2025年1月15日発売[22]、ISBN 978-4-86794-426-4
  13. 「第三部 東方諸国編1」2025年3月19日発売[23]、ISBN 978-4-86794-510-0
  14. 「第三部 東方諸国編2」2025年6月20日発売[24]、ISBN 978-4-86794-600-8
  15. 「第三部 東方諸国編3」2025年7月15日発売[25]、ISBN 978-4-86794-632-9

#### 児童書版
- 久宝忠（著） / たく（イラスト） 『水属性の魔法使い』 TOブックス〈TOジュニア文庫〉、既刊5巻（2025年7月1日現在）
  1. 「第一部 中央諸国編1」2023年10月2日発売[26]、ISBN 978-4-86699-954-8
  2. 「第一部 中央諸国編2」2024年1月15日発売[27]、ISBN 978-4-86794-041-9
  3. 「第一部 中央諸国編3」2024年11月1日発売[28]、ISBN 978-4-86794-349-6
  4. 「第一部 中央諸国編4」2025年2月1日発売[29]、ISBN 978-4-86794-444-8
  5. 「第一部 中央諸国編5」2025年7月1日発売[30]、ISBN 978-4-86794-613-8

### 漫画
- 久宝忠（原作） / 墨天業（漫画） 『水属性の魔法使い＠COMIC』 TOブックス〈コロナ・コミックス〉、既刊7巻（2025年7月15日現在）
  1. 2022年3月15日発売[31]、ISBN 978-4-86699-475-8
  2. 2022年11月15日発売[32]、ISBN 978-4-86699-708-7
  3. 2023年7月15日発売[33]、ISBN 978-4-86699-904-3
  4. 2024年1月15日発売[34]、ISBN 978-4-86794-057-0
  5. 2024年7月16日発売[35]、ISBN 978-4-86794-239-0
  6. 2025年1月15日発売[36]、ISBN 978-4-86794-405-9
  7. 2025年7月15日発売[37]、ISBN 978-4-86794-621-3

## テレビアニメ
2025年7月よりTBSテレビほかにて放送中。

### スタッフ
- 原作 - 久宝忠[7]
- 原作イラスト - 天野英[7]
- 漫画 - 墨天業[7]
- 監督 - 佐竹秀幸[7]
- 助監督 - 鈴木拓磨
- シリーズ構成 - 熊谷純[7]
- キャラクターデザイン - 小堤悠香[7]
- サブキャラクターデザイン - 中山奈々、松本璃久、檜垣彰子[2]
- プロップデザイン - 藤田聖人、氏家嘉宏[2]
- モンスターデザイン - yumo[2]
- 美術監督 - 込山明日香[2]
- 美術設定 - 吉﨑正樹、藤山智也、平栁悟、白石洋、小島俊彦、込山明日香[2]
- 色彩設定 - 小松亜理沙[2]
- 撮影監督 - 金武慎也[2]
- 編集 - 長谷川舞[2]
- 音響監督 - 髙桑一[2]
- 音響制作会社 - TOブックス[2]
- 音楽 - 小瀬村晶、青木沙也果[2]
- 音楽制作 - 日音[2]
- プロデューサー - 白石容子、髙橋佳那子、横山裕和、中澤展也、東真央、櫻井崇、小澤文啓
- アニメーションプロデューサー - 櫻井崇
- アニメーション制作 - 颱風グラフィックス、Wonderland[7]
- 製作 - 水属性の魔法使い製作委員会

### 主題歌
「ブルーモーション」
名誉伝説によるオープニングテーマ。作詞・作曲はけっさく。
「たゆたうままに」
みさきによるエンディングテーマ。作詞・作曲はみさき、編曲は本間昭光。

### 各話リスト
| 話数  | サブタイトル       | 脚本   | 絵コンテ                   | 演出       | 作画監督 | 総作画監督          | 初放送日      |
| ----- | ------------------ | ------ | -------------------------- | ---------- | --- | ------------------- | ------------- |
| 第1話 | 危険なスローライフ | 熊谷純 | 佐竹秀幸                   | 鈴木拓磨   | 鈴木健史 李周鉉 松本璃久 伊藤啓介 檜垣彰子 櫻井拓郎 下出麻以 エコー動画 STUDIO MASSKET 芜湖群想動漫科技有限公司 金波 方淼 孫悦 盧雯琳 張玉婷                                                           | 鈴木健史            | 2025年 7月4日 |
| 第2話 | 漂流者アベル       | 熊谷純 | 佐竹秀幸 鈴木拓磨 小林寿徳 | 門田英彦   | 櫻井拓郎 手島勇人 久保光照 柴田晃宏 EN.studio 所沢映画 王瑞浩 梦润 毛缟斑 王渝 太上 へばらぎ 金澤龍 パク・マガン キム・スクヒ キム・ウォンヒ 佐藤大輔 芜湖群想動漫科技有限公司 金波 陈家兴 李绍川 曾山 | 下出麻以            | 7月11日       |
| 第3話 | ルンの街           | 熊谷純 | 大久保唯男 佐竹秀幸        | 大久保唯男 | 金田栄二 松下純子 飯飼一幸 柳孝相 安孝貞 松本璃久 星月動画 Rad Plus 七霊石 | 熊谷香代子 菊地華子 | 7月18日       |
| 第4話 | 日食と悪魔         | 熊谷純 | 鈴木拓磨                   | 鈴木拓磨   | 河原久美子 臼田美夫 櫻井拓郎 前田義宏 鳥海真祐 松本璃久 細美稚冬 ANIG En.studio 深圳市群想動漫文化発展有限公司 Triple A 火鳥動画制作集団                                                               | 鈴木健史            | 7月25日       |
| 第5話 | 大海嘯             | 熊谷純 | 西本由紀夫 佐竹秀幸        | 橋本みつお | 上海炫舟 | 細美稚冬            | 8月1日        |
| 第6話 | ダンジョン封鎖     | 熊谷純 | 居村雄馬                   | 居村雄馬   | 菊地華子 金田栄二 竹之内裕紀 飯飼一幸 申羅羅 星月動画 七霊石 | 熊谷香代子 菊地華子 | 8月15日       |

### 放送局
| 放送期間       | 放送時間                     | 放送局    | 対象地域   | 備考                                 |
| -------------- | ---------------------------- | --------- | ---------- | ------------------------------------ |
| 2025年7月4日 - | 金曜 1:28 - 1:58（木曜深夜） | TBSテレビ | 関東広域圏 | 製作参加 / 字幕放送                  |
|                | 金曜 23:00 - 23:30           | BS11      | 日本全域   | 製作参加 / BS放送 / 『ANIME+』枠     |
| 2025年8月5日 - | 水曜 23:00 - 23:30           | AT-X      | 日本全域   | CS放送 / 字幕放送 / リピート放送あり |

| 配信開始日   | 配信時間                   | 配信サイト | 備考         |
| ------------ | -------------------------- | --- | ------------ |
| 2025年7月4日 | 金曜 2:00（木曜深夜） 更新 | dアニメストア （本店・for Prime Video・ニコニコ支店） U-NEXT アニメ放題                                                                                            |              |
| 2025年7月7日 | 月曜 4:00 以降順次更新     | ABEMAプレミアム Amazon Prime Video Disney+ DMM TV FOD Hulu J:COM STREAM Lemino milplus TELASA （本店・ Pontaパス ） アニメタイムズ バンダイチャンネル ふらっと動画 | 見放題配信   |
|              |                            | ABEMA TBS FREE TVer ニコニコ生放送 | 無料配信     |
|              |                            | Amazon Prime Video Google TV HAPPY!動画 J:COM STREAM milplus Rakuten TV TELASA VIDEX ニコニコチャンネル バンダイチャンネル                                         | レンタル配信 |

| TBSテレビ 金曜 1:28 - 1:58（木曜深夜） | TBSテレビ 金曜 1:28 - 1:58（木曜深夜） | TBSテレビ 金曜 1:28 - 1:58（木曜深夜） |
| 前番組                                 | 番組名                                 | 次番組                                 |
| -------------------------------------- | -------------------------------------- | -------------------------------------- |
| 地縛少年花子くん2（第1クール・再放送） | 水属性の魔法使い                       | -                                      |